# Reostat cu lichid
Reostatul cu lichid este un rezistor variabil bazat pe folosirea unei soluții saline (saramură) dintr-un recipient. Varierea valorii numerice a mărimii rezistenta electrica poate fi facută prin imersarea/ridicarea electrozilor sau varierea compoziției saramurii.